# 대구광역시서구어린이도서관
대구광역시서구어린이도서관은 대구광역시 서구 이현동 소재의 어린이 도서관이다.

## 연혁
2007년
- 12월 20일 어린이도서관 사업계획 결정(도시개발공사)
- 12월 21일 어린이도서관 기본계획 수립

2008년
- 1월 7일 어린이도서관 건립확정통보(도시개발공사)
- 2월 18일 도시계획시설 변경
- 5월 15일 기본 및 실시설계
- 7월 15일 도서관 건립부지 매입

2009년
- 3월 3일 서구어린이도서관 건립공사 착공
- 11월 26일 서구어린이도서관 건립공사 준공

2010년
- 3월 10일 서구어린이도서관 개관

## 시설현황
- 지하1층 보존서고, 기계실, 전기실, 창고
- 1층 유아열람실, 전시공간, 체험학습공간
- 2층 어린이열람실, 디지털자료실, 임시서고
- 3층 사무실, 시청각실, 문화교실1, 문화교실2, 전산실